# De Majesteit
De Majesteit ist ein Party- und Veranstaltungsschiff der Nederlandse Raderstoomboot Maatschappij, das für regelmäßige Fahrten im Bereich des Rotterdamer Hafens eingesetzt wird. Bei Sonder- und Charterfahrten werden Flüsse in den Niederlanden und Belgien befahren. Der Seitenraddampfer wurde in den Jahren  1925 und 1926 für die Dampfschiffahrts-Gesellschaft für den Nieder- und Mittelrhein  (DGNM)  gebaut und stand mit den Namen Rheinland und Rüdesheim bis 1990 für die Köln-Düsseldorfer Deutsche Rheinschiffahrt (KD) im Einsatz. Er war der erste Schiffsneubau der DGNM nach dem Ersten Weltkrieg und wird noch als einziges ehemaliges Schiff der Reederei von einer Dampfmaschine angetrieben. Nach Angaben der Reederei ist sie der größte betriebsfähige Raddampfer Europas.

## Technische Beschreibung

### Rumpf und Decks
De Majesteit ist ein Einrumpfschiff mit spitz zulaufendem Bug, leicht ausgestellten geraden Steven und einem Kreuzerheck. Der Rumpf besteht aus vernieteten Stahlplatten auf Spanten. Zum Schutz vor unkontrollierbarem Wassereinbruch bei Leckagen wurden sechs verschließbare wasserdichte Querschotten im Schiffsrumpf installiert. Bei verschiedenen Nachrüstungsmaßnahmen wurde das Schutzdeck mit festen Seitenwänden und Fenstern ausgerüstet. Nachdem dieses Deck bei der Generalsanierung zusätzlich eine feste Überdachung mit einem gewölbten Glasdach in der Schiffsmitte erhalten hat, verfügt das Schiff über drei wetterfeste Decks, von denen die beiden oberen freitragend konstruiert sind. Das Schiff ist seit dem letzten Umbau 82,00 m lang, 8,25 m breit (15,65 m über Radkästen). Der Tiefgang wird bei Maximalbelastung von 100 tdw mit 1,30 m angegeben. De Majesteit darf bis zu 600 Fahrgäste befördern.

### Antrieb und Steuerung
De Majesteit wird von einer schrägliegenden Zweizylinder-Verbunddampfmaschine mit Ventilsteuerung der Gebrüder Sachsenberg Roßlau mit einer Leistung von 750 PS über zwei mit Schubstangen und Exzenter gesteuerte 3,66 m hohe Schaufelräder mit jeweils acht Schaufeln angetrieben. Der benötigte Dampf wird mit einem Zweiflammrohr-Zylinderkessel mit 137 m² Heizfläche erzeugt. Der Dampfdruck liegt bei 10,5 kp/cm³. Zum besseren Manövrieren wurden nachträglich zu dem bereits vorhandenen Dreiflächenruder ein Bugstrahlruder mit einem 220 kW starken Elektroantrieb und ein Querstrahlruder im Heck installiert.

### Ausstattung

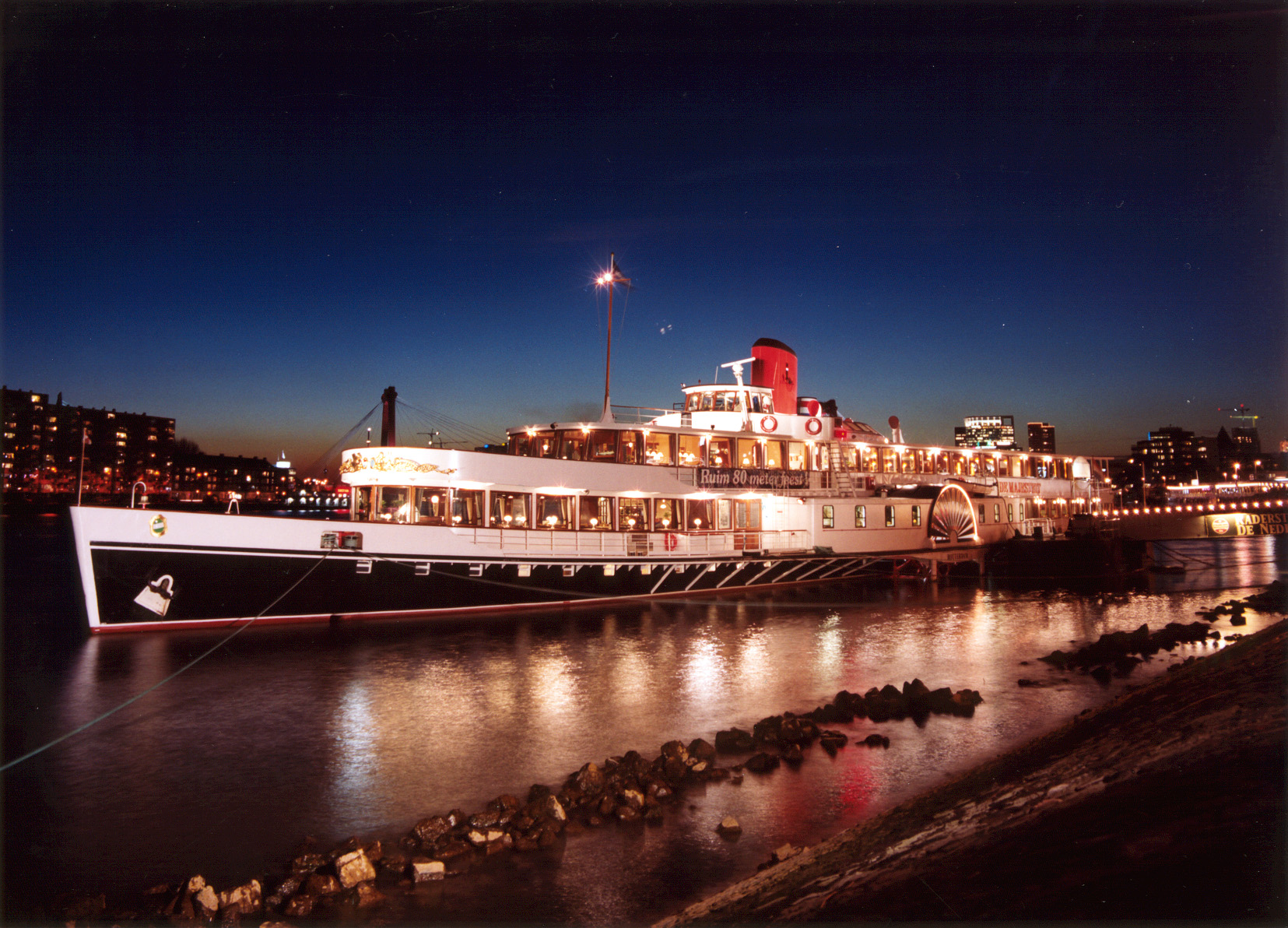
De Majesteit bei Nacht in Rotterdam

Der Seitenraddampfer ist mit fünf Salons und jeweils zwei Freidecks auf dem Haupt- und Oberdeck ausgestattet. Die Salons wurden von den Raumausstattern nach Architekturstilen des 19. und der ersten Hälfte des 20. Jahrhunderts gestaltet. Verwendet wurden Elemente des Jugendstils, des Viktorianischen Stils und des Art déco. Im Kapitänssalon im vorderen Oberdeck werden technische Ausrüstungsteile, wie ein Maschinentelegraf, ein Steuerrad, ein Kompass und ein Armaturenbrett ausgestellt. Von der Veranda im Mittelschiff kann über einen offenen Schacht die Dampfmaschine betrachtet werden. Neben Maschinen- und Versorgungsräumen wurden im Unterdeck die Garderobe, die Toilettenanlagen sowie die Kombüse untergebracht. Alle Decks sind klimatisiert und mit einer Doppelverglasung ausgestattet. Mittels eines großflächigen runden offenen Hydraulikaufzugs kann das komplette Buffet von der Bordküche in die darüber liegende Veranda transportiert werden. Hinter dem Schornstein und den Maschinenraum-Oberlichtern wurde eine von Wijnand Key gebaute Dampforgel mit 24 Pfeifen installiert. Der hintere Teil des Dachs wird als Ausstellungsfläche für Dekorationsgegenstände genutzt. Beispielsweise sollte ein dort platzierter Cadillac an den 1960 erstaufgeführten Elvis-Presley-Film Café Europa erinnern, bei dem einzelne Szenen auf dem Dampfer Rheinland gedreht wurden. Die Stromversorgung an Bord wird von zwei Dieselgeneratoren mit einer Ausgangsleistung von jeweils 275 kVA sichergestellt.

## Geschichte

### Bau und Inbetriebnahme

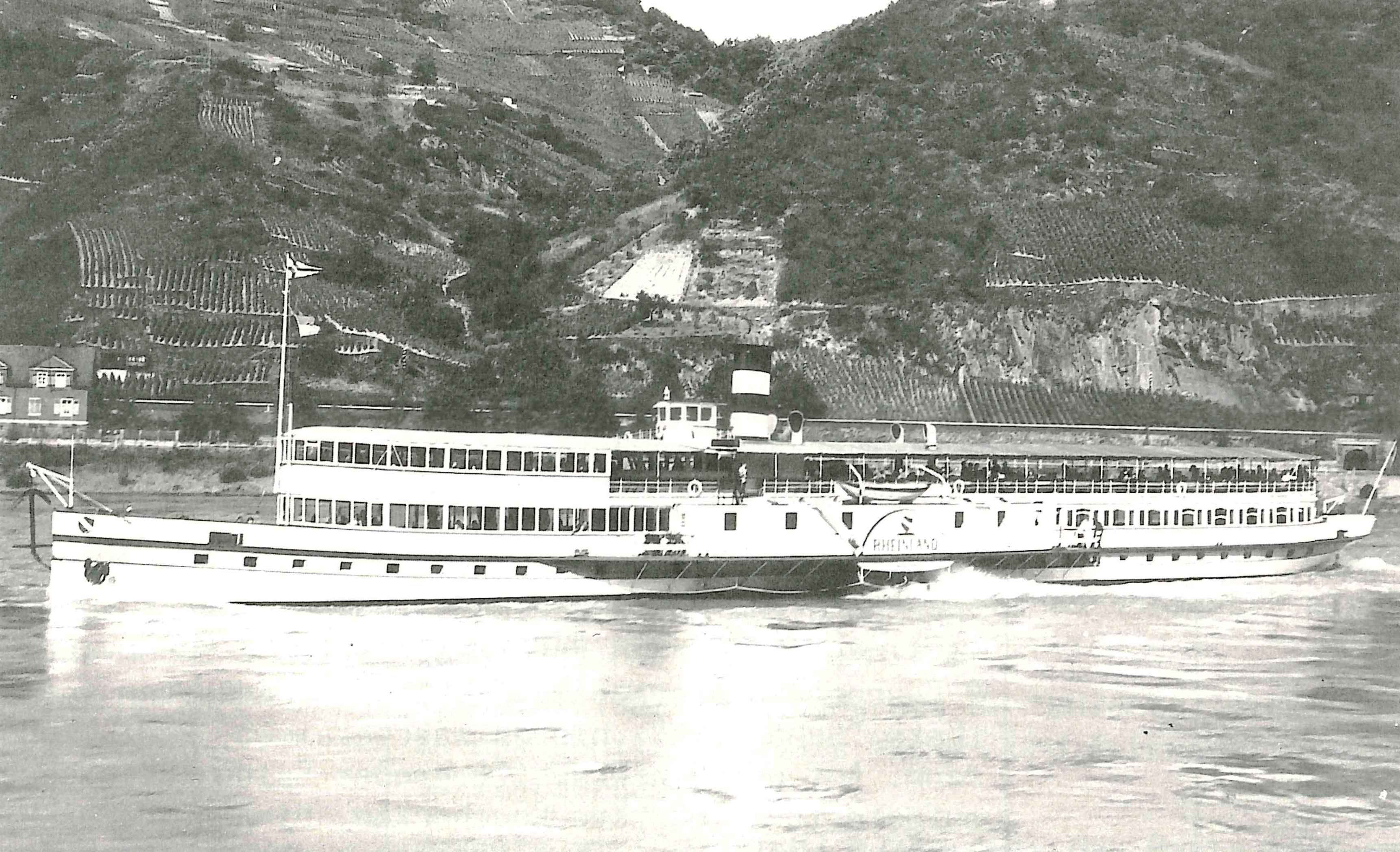
Oberhalb der Loreley (1936)

Die DGNM bestellte am 28. Januar 1925 bei der Schiffswerft der Gebrüder Sachsenberg AG in Köln-Deutz erstmals nach dem Ersten Weltkrieg ein Fahrgastschiff für die damals mit der Preußisch-Rheinischen Dampfschiffahrtsgesellschaft geführten Betriebsgemeinschaft Kölnische und Düsseldorfer Gesellschaft für Rhein-Dampfschiffahrt. Zuvor waren nur kombinierte Fahrgast- und Güterschiffe, wie beispielsweise die Goethe zu luxuriösen Salondampfern umgebaut worden. Dieser Schiffsbautyp entsprach den Anforderungen des zunehmenden Wohlstands in den Goldenen Zwanzigern. Die Kiellegung erfolgte am 12. August 1925, der Stapellauf am 5. Dezember des gleichen Jahres. Der Innenausbau des Zweideck-Salondampfers wurde von der Firma Süddeutsche Raumkunst nach Plänen des Kölner Architekten Reinhardt ausgeführt. Am 30. April 1926 fand die Abnahmefahrt statt, die von Uerdingen nach Köln führte. Der Rheinland benannte Seitenraddampfer ging einen Tag später mit Ehrengästen in Anwesenheit des DGNM-Aufsichtsratsvorsitzenden Otto Henkell mit einer Bergfahrt von Köln nach Mainz auf Jungfernreise. Ab dem 2. Mai wurde sie auf gleicher Strecke planmäßig eingesetzt. Bei der Werftablieferung war das Schiff 79,10 m lang und 8,25 m (14,90 m über Radkästen) breit. Die Tragfähigkeit lag bei 225 Tonnen. Das mit Kohle befeuerte Dampfschiff durfte bis zu 2500 Fahrgäste aufnehmen.

### Zweiter Weltkrieg

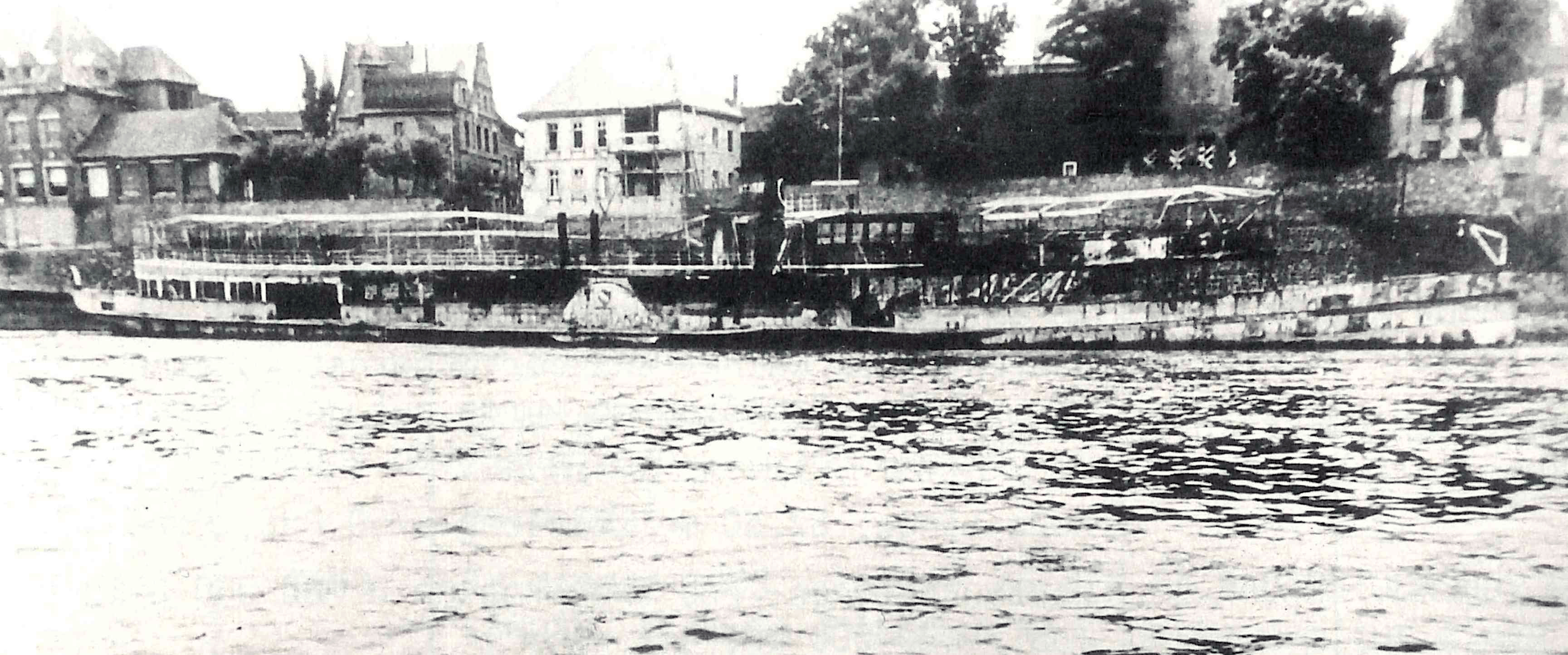
Nach der Hebung im Juli 1947

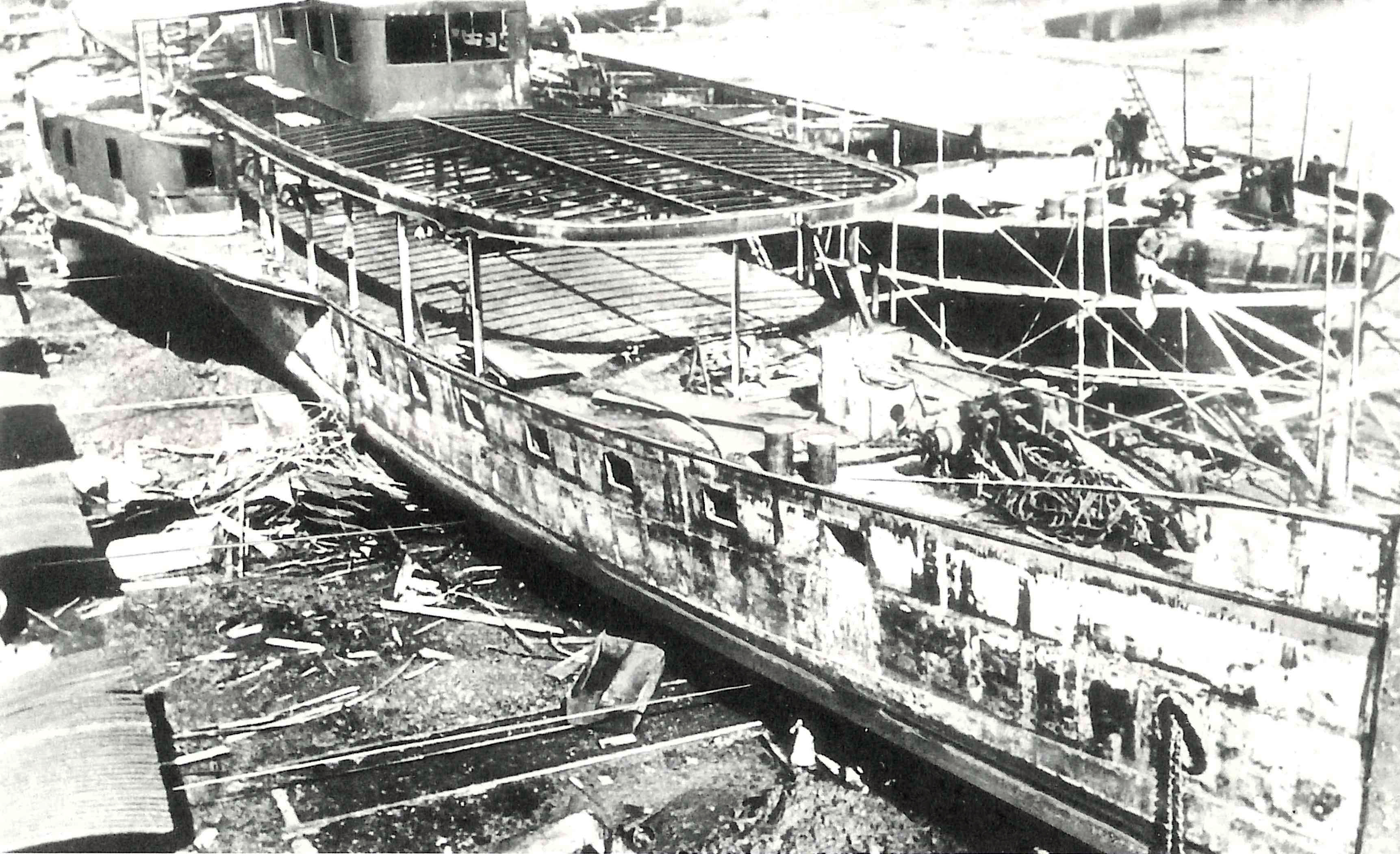
Auf der Kölner Werft, Ewald Berninghaus (1950)

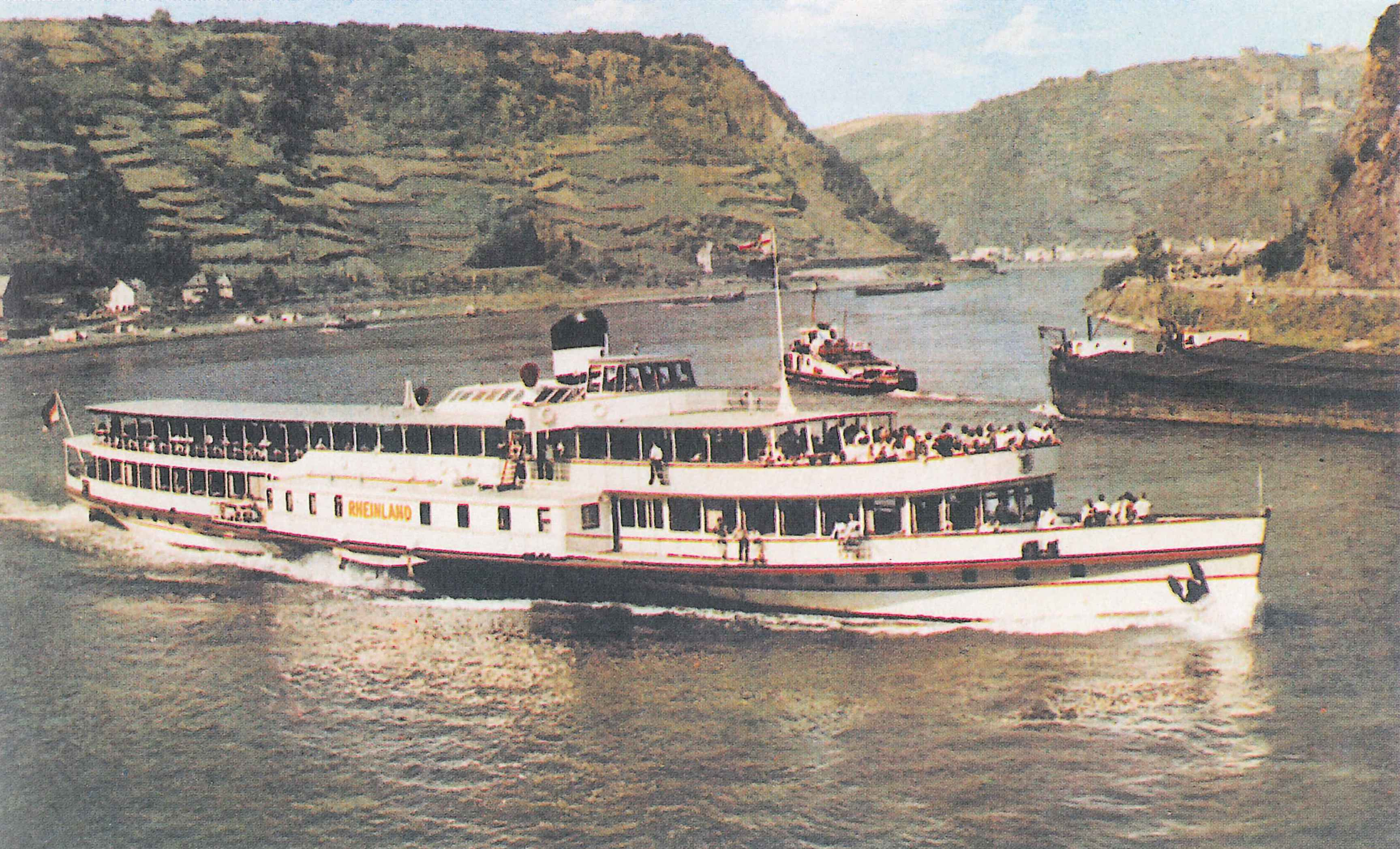
An der Loreley (1960)

Nach Ausbruch des Zweiten Weltkriegs gehörte die Rheinland zu den zehn Schiffen der Reederei, die in den Sommermonaten von 1940 bis 1942 im Personen- und Güterverkehr eingesetzt wurden. Der Güterverkehr war notwendig geworden, um die Kriegswichtigkeit der KD aufrechtzuerhalten. Nur so wurde sichergestellt, dass die Reederei die notwendigen Betriebsmaterialien, wie beispielsweise Kohle, Schmierstoffe und metallene Ersatzteile, zugeteilt bekam. Zudem konnte deshalb auch das wehrpflichtige Personal auf den Schiffen verbleiben. Obwohl das Schiff im März 1941 einen blaugrauen Tarnanstrich erhielt, wurde es in der Nacht vom 27. auf den 28. April 1942 in Köln von einer Brandbombe getroffen und beschädigt. Nach einem kurzen Werftaufenthalt konnte die Rheinland wieder eingesetzt werden.
Ab dem 11. August 1943 vermietete die Köln-Düsseldorfer die Rheinland als Wohnschiff an die Fordwerke Köln. Ihr Liegeplatz war an der Piwipp in Dormagen. Der Mietvertrag wurde ab 8. Dezember von der IG Farben mit gleichem Liegeplatz übernommen. Am 10. August 1944 diente sie in Urfeld als Wohnunterkunft für ausgebombte Mitarbeiter der UK Wesseling. Ab Februar 1945 lag sie zusammen mit dem Dampfer Gutenberg als Lazarettschiff in Kaiserswerth. Durch Artilleriebeschuss der bereits am linken Rheinufer liegenden amerikanischen Truppen wurden beide Schiffe am 12. März 1945 versenkt. Der Schiffskörper der Rheinland wurde dabei verbogen. Zusätzlich setzten spielende Kinder das Schiffswrack am 10. Juni 1945 in Brand. Das niederländische Bergungsunternehmen P.H. van Wienen wurde im September 1946 mit der Hebung des Schiffs beauftragt. Diese erfolgte im Juli 1947 – anschließend wurde die Rheinland in den KD-Hafen nach Düsseldorf zur Reparatur des Schiffsrumpfs überführt.

### 1950er und 1960er Jahre
Die Kölner Werft, Ewald Berninghaus erhielt am 2. Dezember 1950 den Auftrag für den Aufbau des Schiffs. Die Decks wurden dabei freitragend konstruiert, das Hauptdeck wurde bis zum Vorderdeck vorgezogen, sodass darüber ein Sonnendeck eingerichtet werden konnte. Der Bug, der Ruderstuhl und der Schornstein wurden ausgetauscht, zusätzlich wurde ein Dreiflächenruder installiert. Durch die neuen Anbauten war das Schiff 81,32 m lang und 8,25 m (15,66 m über Radkästen) breit – die Tragfähigkeit lag bei 176 Tonnen. Von Konstruktion und Optik entsprach sie nach dem Wiederaufbau der Mainz – dem modernsten Raddampfer der Köln-Düsseldorfer. Die Rheinland erhielt eine Zulassung für 2300 Fahrgäste. Die Kosten für den Wiederaufbau des Schiffes lagen bei 1.000.000 DM. Die festliche Wiederinbetriebnahme mit anschließender Fahrt von Köln nach Bad Honnef und zurück fand am 28. Juni 1951 statt. Ab dem 1. Juli setzte die Reederei die Rheinland im Schnellfahrdienst auf der Strecke Köln–Mainz ein. Von 1952 bis 1953 war der Dampfer mit einem Schiffspostamt ausgestattet. Im Frühjahr 1956 stellte Babcock & Wilcox den Antrieb auf Ölfeuerung um.
Nachdem die Reederei die vorherige Namensträgerin mit Wechsel des Fahrgebietes zur Mosel in Trier umgetauft hatte, wurde die Rheinland  am 17. Februar 1965 in Rüdesheim umbenannt. Ein Jahr später setzte die Reederei die zulässige Fahrgastzahl aus steuerlichen Gründen auf 1750 herunter. Am 16. Mai 1967 fusionierten die DGMN und die Preußisch-Rheinische Dampfschiffahrtsgesellschaft zur Köln-Düsseldorfer Deutsche Rheinschiffahrt AG. Der Besitz aller Schiffe der beiden Unternehmen wurde in die neue Gesellschaft übertragen.

### 1970er und 1980er Jahre

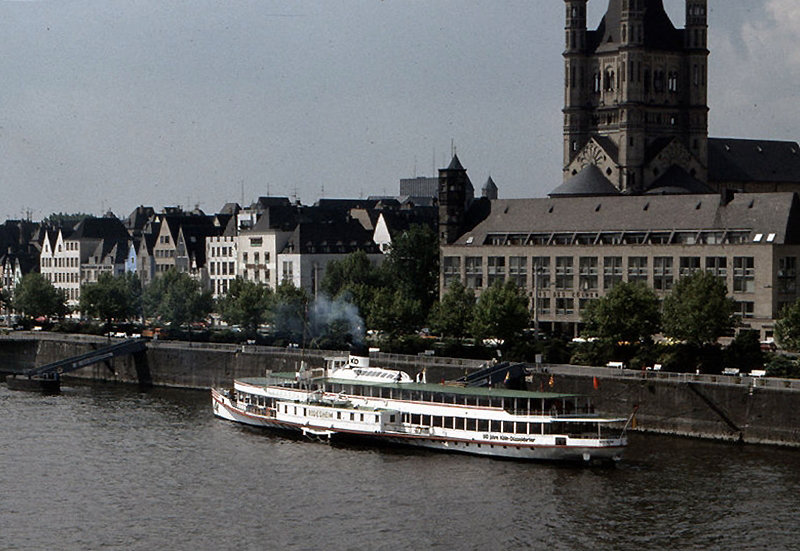
Die Rüdesheim am Kölner Rheinufer (1975)

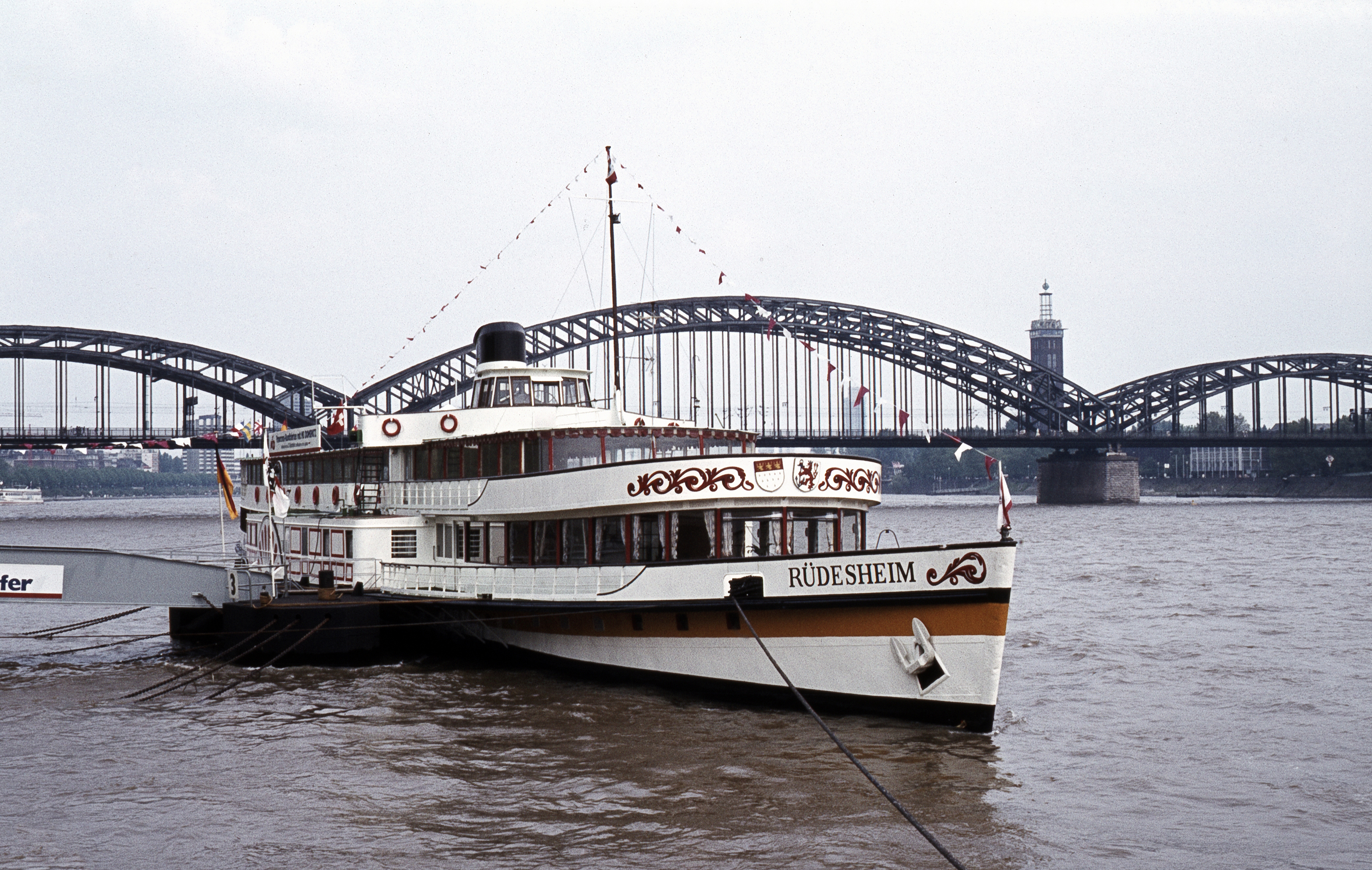
Die Rüdesheim als Restaurantschiff am Anleger Köln (1983)

Infolge des hohen Alters der beweglichen Teile und der Kesselanlagen häuften sich in den Jahren 1973 bis 1975 Störungen wegen Materialermüdung. Defekte Komponenten wurden mit Ersatzteilen aus dem 1972 stillgelegten und von der Maschine her baugleichen Dampfer Vaterland ersetzt. Am 21. April 1975 wurde dem Schiff die amtliche Europanummer 4200380 zugeordnet. Bei einem viermonatigen Aufenthalt auf der niederländischen De-Hoop-Werft im Jahre 1976 erhielten die Maschinen eine Generalüberholung. Ein Jahr später wurde bei der Werftunion Gustavsburg eine große Instandsetzung des ganzen Schiffs mit anschließender Neulackierung durchgeführt. In der Winterpause 1978/79 sollten alle Rohre der Heizkesselanlage instand gesetzt werden. Nach Ausbau der Kessel wurde dieses Vorhaben aus Kostengründen auf 1980 verschoben. Anfang April 1979 überführte das KD-Werkstattschiff Jan von Werth die antriebslose Rüdesheim nach Bonn-Gronau. Während der Bundesgartenschau 1979 war sie dort vom 10. April bis 25. Oktober als Restaurantschiff eingesetzt. Trotz der umfangreichen Instandsetzung der Heizkesselanlage im Winter 1980, die mit einer erneuten Generalüberholung des gesamten Schiffs verbunden war, konnte der Seitenraddampfer wegen weiterer Defekte der Maschinenanlage nicht mehr wirtschaftlich betrieben werden, sodass die Köln-Düsseldorfer das Schiff Ende der Saison 1981 stilllegte.
Auf Wunsch der Stadtverwaltung Köln sollte die KD das Schiff während der Bauzeit des Kölner Rheingartens als schwimmendes Restaurant für die Bauarbeiter einsetzen. Nach Renovierung des Innenbereichs und der Überführung zum KD-Anleger 4 an der Frankenwerft, eröffnete das als „Oase in der Wüste der Baustelle“ benannte Restaurant am 2. Mai 1983. Gleichzeitig wurde sie als staubfreier Wartebereich für die Fahrgäste des Rundfahrtschiffs Domspatz und des Tragflügelboots Rheinpfeil genutzt. Wegen angeblichem Einleiten ungeklärter Abwässer wurde der Gastronomiebetrieb bereits am 15. Juli 1983 wieder geschlossen. In einem anschließenden Strafverfahren bezüglich der vorgeworfenen Umweltverschmutzung sprach das Gericht die Verantwortlichen der Köln-Düsseldorfer frei. Nach Schließung des Restaurants diente das Schiff nur noch als Proviantverteilstation und Wartebereich. In den Wintermonaten wurde das Schiff jeweils in den Hafen Köln-Niehl geschleppt und dort jährlich von innen und außen renoviert. Mit Inbetriebnahme des neuen Fahrgastschiffs Rüdesheim wurde der Name am Bug des Radampfers 1987 entfernt.

### 1990er Jahre bis heute
Nachdem der Einsatz des antriebs- und namenlosen Seitenraddampfers am Kölner Rheinufer im Herbst 1990 aus Kostengründen beendet wurde, diente er zwei Jahre im Hafen Niehl als Lagerraum. Das Schiff wurde im Januar 1993 an die niederländische Raderstoomboot De Nederlander, Clemens & Wijand Key aus Rotterdam verkauft, die bereits zuvor den kleinen Raddampfer De Nederlander aufgearbeitet hatte und bei Veranstaltungsfahrten einsetzte. Am 19. April 1993 überführten die beiden Schlepper Limburgia und Lambertus das Schiff zur Restaurierung in die Brouwer Scheepswerf in Zaandam. Die mit viel Eigenleistung des Besitzers durchgeführte Restaurierung der Maschinenanlagen und des Schiffsrumpfes dauerte mit Unterbrechungen bis 1998. Von den zwei vorher vorhandenen Dampfkesseln wurde nur einer saniert und zur Beschleunigung der Aufheizphase mit doppelter Feuerung ausgerüstet. Den Innenausbau des Party- und Veranstaltungsschiffs übernahm der Schiffsausstattungsbetrieb  Hoogedoorn Timmerbedrijf in Werkendam. Die Restaurierungs- und Umbaukosten lagen bei 8.000.000 Gulden. Der Besitz des Schiffs wurde im Mai 1999 an die neugegründete Nederlandse Raderstoomboot Maatschappij übertragen, die den Raddampfer mit der Europa-Nummer 2323194 und dem neuen Namen De Majesteit im Schiffsregister Rotterdam registrierte. Am 28. Mai 1999 erfolgte die Auslieferung der fertiggestellten De Majesteit in Werkendam. Danach fuhr sie in Leerfahrt nach Culemborg, wo sie am nächsten Tag beim Nationale Bodedag präsentiert wurde. Am 15. Juni taufte der Firmeninhaber Klemens Key das Schiff am Anleger Maasboulevard in Rotterdam. Seitdem befährt es regelmäßig bei Veranstaltungsfahrten den Nieuwe Waterweg und die Nieuwe Maas mit der Fahrtstrecke Maassluis–Rotterdam–Kralingse Veer und zurück. Bei Charterfahrten ist es auch auf anderen Flüssen in den Niederlanden und Belgien anzutreffen. An betriebsfreien Tagen liegt es am Anleger Maasboulevard in Rotterdam.

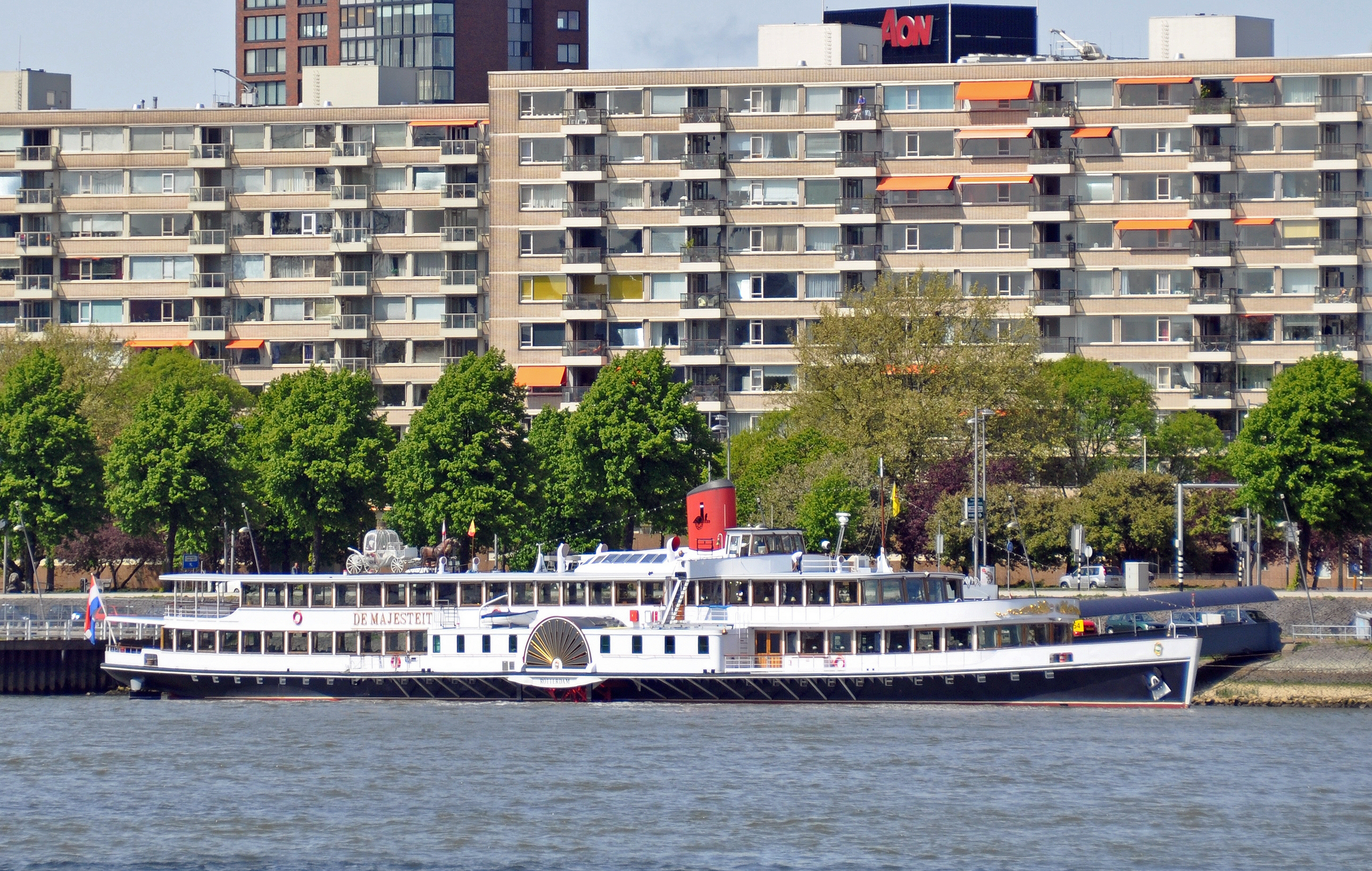
Steuerbordansicht
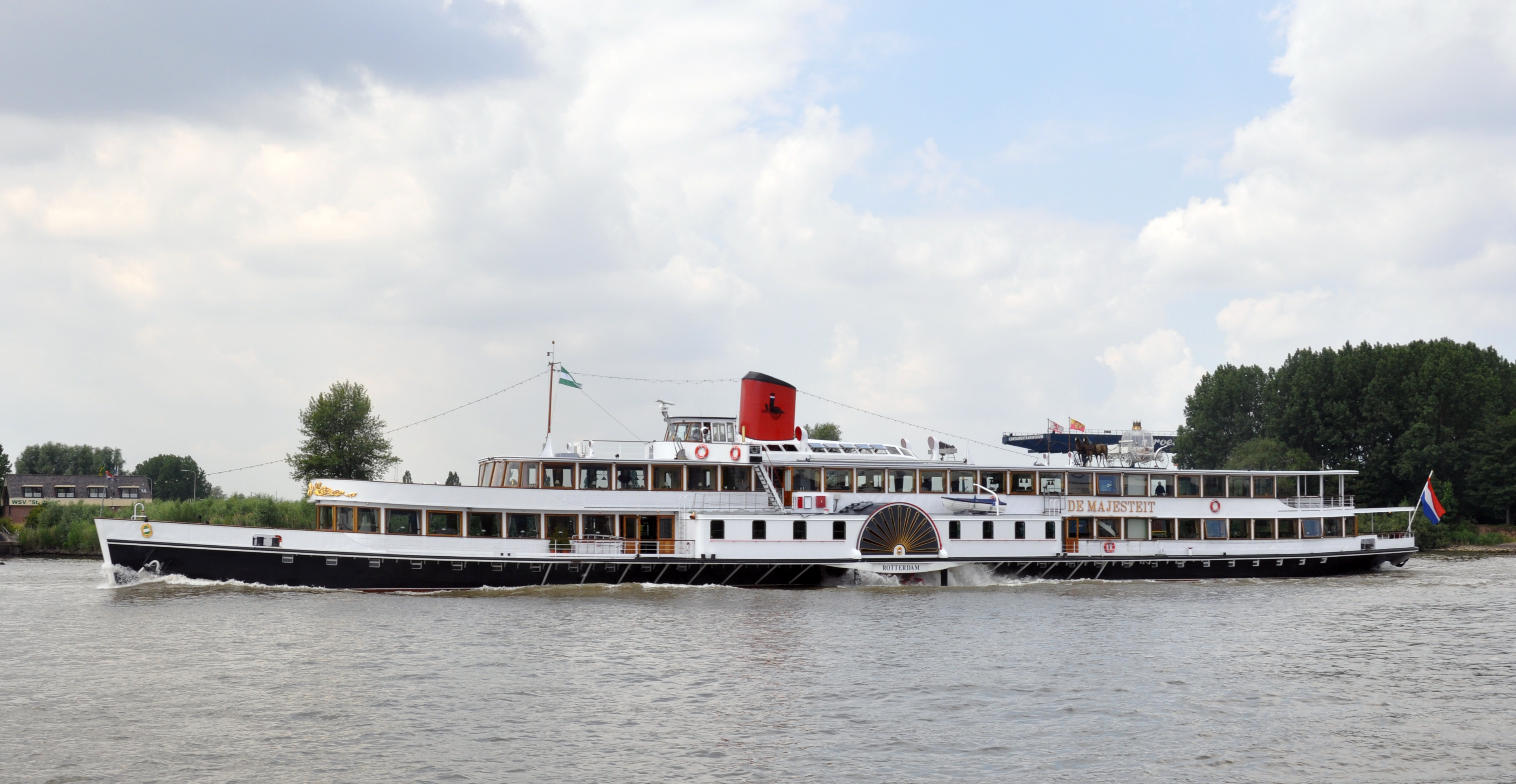
Backbordansicht
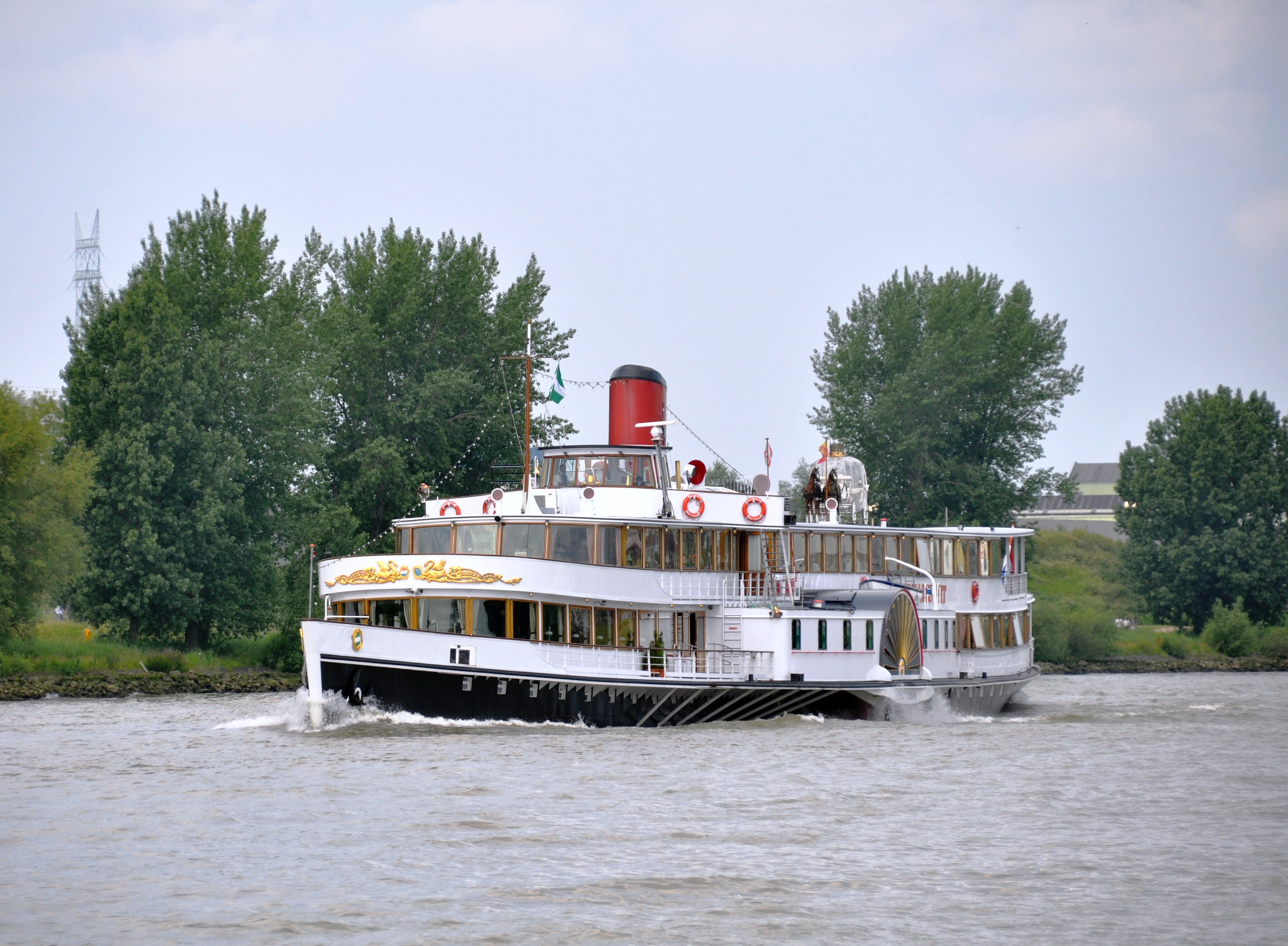
Bugansicht
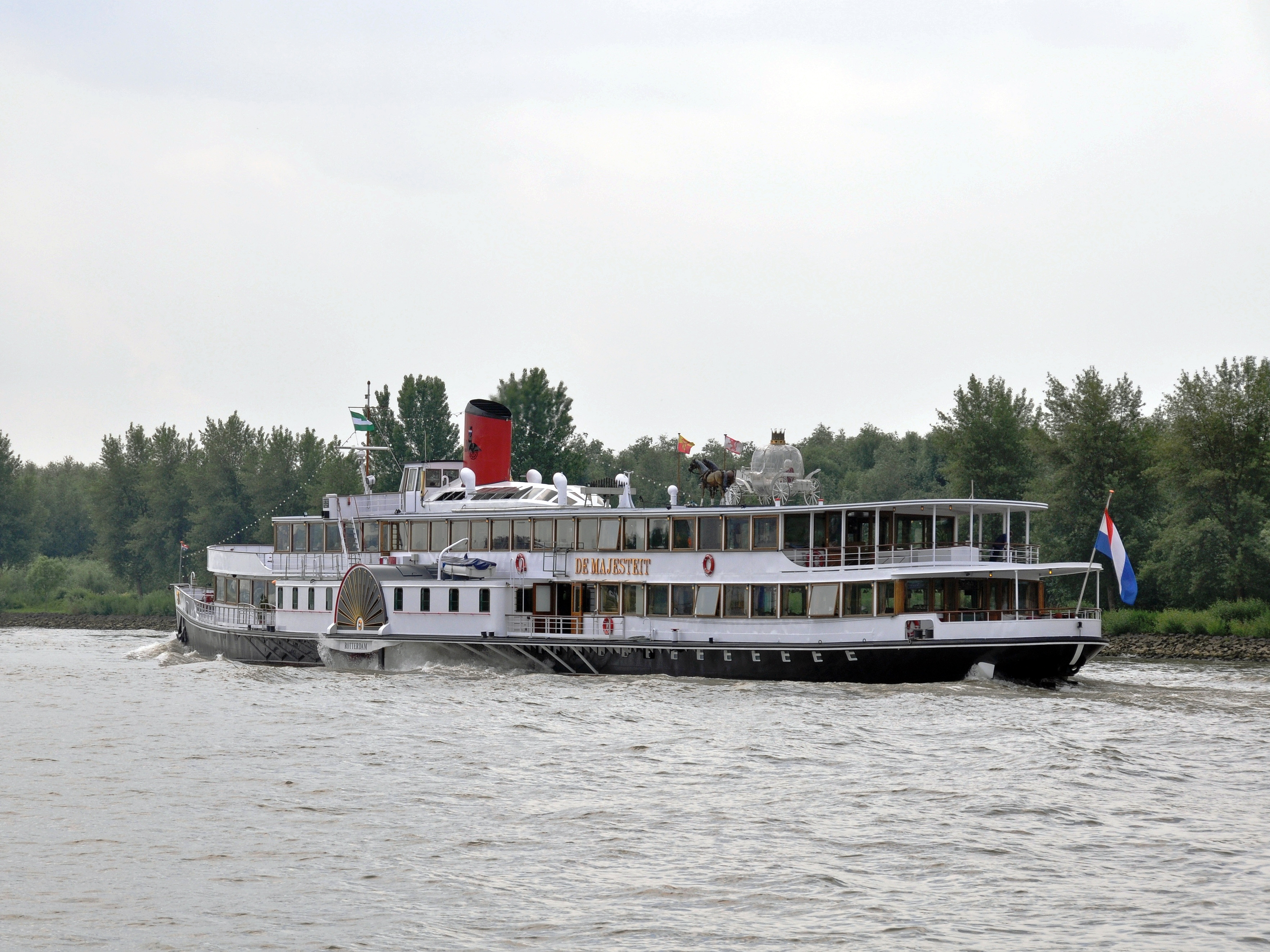
Heckansicht
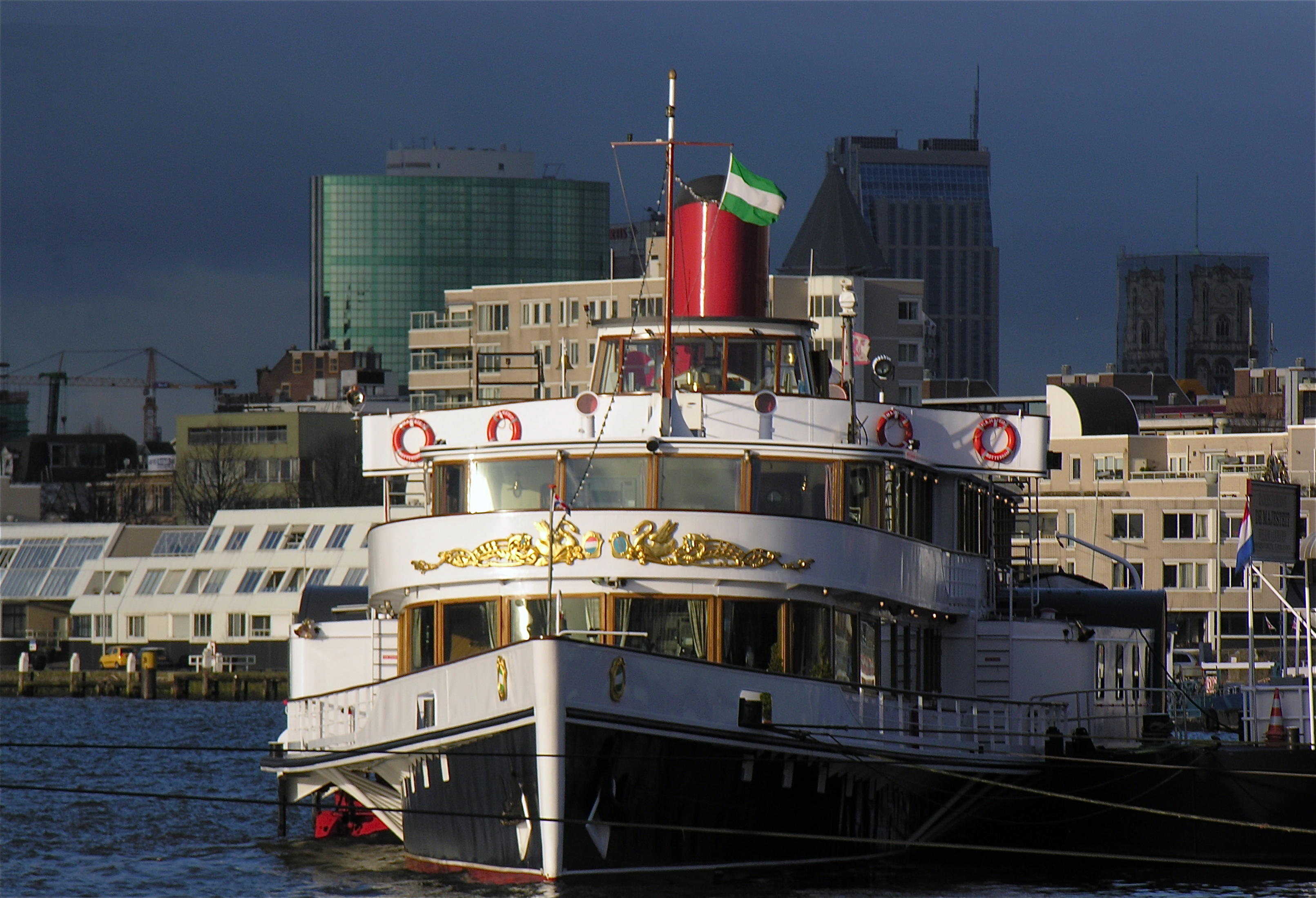
Bugansicht